# Grand Prix automobile de France 1982
Résultats du Grand Prix de France de Formule 1 1982 qui a eu lieu sur le circuit Paul Ricard le 25 juillet.

## Classement
| Pos. | No | Pilote             | Écurie          | Tours | Temps/Abandon                      | Grille | Points |
| ---- | -- | ------------------ | --------------- | ----- | ---------------------------------- | ------ | ------ |
| 1    | 16 | René Arnoux        | Renault         | 54    | 1 h 33 min 33 s 217 (201,215 km/h) | 1      | 9      |
| 2    | 15 | Alain Prost        | Renault         | 54    | + 17 s 308                         | 2      | 6      |
| 3    | 28 | Didier Pironi      | Ferrari         | 54    | + 42 s 128                         | 3      | 4      |
| 4    | 27 | Patrick Tambay     | Ferrari         | 54    | + 1 min 16 s 241                   | 5      | 3      |
| 5    | 6  | Keke Rosberg       | Williams-Ford   | 54    | + 1 min 30 s 994                   | 10     | 2      |
| 6    | 3  | Michele Alboreto   | Tyrrell-Ford    | 54    | + 1 min 32 s 339                   | 15     | 1      |
| 7    | 5  | Derek Daly         | Williams-Ford   | 53    | + 1 tour                           | 11     |        |
| 8    | 8  | Niki Lauda         | McLaren-Ford    | 53    | + 1 tour                           | 9      |        |
| 9    | 23 | Bruno Giacomelli   | Alfa Romeo      | 53    | + 1 tour                           | 8      |        |
| 10   | 4  | Brian Henton       | Tyrrell-Ford    | 53    | + 1 tour                           | 23     |        |
| 11   | 9  | Manfred Winkelhock | ATS-Ford        | 52    | + 2 tours                          | 18     |        |
| 12   | 12 | Geoff Lees         | Lotus-Ford      | 52    | + 2 tours                          | 24     |        |
| 13   | 29 | Marc Surer         | Arrows-Ford     | 52    | + 2 tours                          | 20     |        |
| 14   | 26 | Jacques Laffite    | Ligier-Matra    | 51    | + 3 tours                          | 16     |        |
| 15   | 35 | Derek Warwick      | Toleman-Hart    | 50    | + 4 tours                          | 14     |        |
| 16   | 25 | Eddie Cheever      | Ligier-Matra    | 49    | + 5 tours                          | 19     |        |
| Abd. | 22 | Andrea De Cesaris  | Alfa Romeo      | 25    | Crevaison                          | 7      |        |
| Abd. | 1  | Nelson Piquet      | Brabham-BMW     | 23    | Turbo                              | 6      |        |
| Abd. | 11 | Elio De Angelis    | Lotus-Ford      | 17    | Pression d'essence                 | 13     |        |
| Abd. | 7  | John Watson        | McLaren-Ford    | 13    | Batterie                           | 12     |        |
| Abd. | 17 | Jochen Mass        | March-Ford      | 10    | Collision                          | 26     |        |
| Abd. | 30 | Mauro Baldi        | Arrows-Ford     | 10    | Collision                          | 25     |        |
| Abd. | 2  | Riccardo Patrese   | Brabham-BMW     | 8     | Turbo                              | 4      |        |
| Abd. | 10 | Eliseo Salazar     | ATS-Ford        | 2     | Sortie de piste                    | 22     |        |
| Abd. | 31 | Jean-Pierre Jarier | Osella-Ford     | 0     | Transmission                       | 17     |        |
| Abd. | 36 | Teo Fabi           | Toleman-Hart    | 0     | Pompe à huile                      | 21     |        |
| Nq.  | 33 | Jan Lammers        | Theodore-Ford   |       | Non qualifié                       |        |        |
| Nq.  | 14 | Roberto Guerrero   | Ensign-Ford     |       | Non qualifié                       |        |        |
| Nq.  | 20 | Chico Serra        | Fittipaldi-Ford |       | Non qualifié                       |        |        |
| Nq.  | 18 | Raul Boesel        | March-Ford      |       | Non qualifié                       |        |        |

## Pole position et record du tour
- Pole position : René Arnoux en 1 min 34 s 406 (vitesse moyenne : 221,554 km/h).
- Meilleur tour en course : Riccardo Patrese en 1 min 40 s 075 au 4e tour (vitesse moyenne : 209,003 km/h).

## Tours en tête
- René Arnoux : 33 (1-2 / 24-54)
- Riccardo Patrese : 5 (3-7)
- Nelson Piquet : 16 (8-23)

## À noter
- 3e victoire pour René Arnoux.
- 10e victoire pour Renault en tant que constructeur.
- 10e victoire pour Renault en tant que motoriste.